# Stagmatophora
Stagmatophora là một chi bướm đêm thuộc họ Cosmopterigidae.